# 小生怕怕
《小生怕怕》，是一部於1982年發行的香港電影，由劉家榮執導，譚詠麟、鄭文雅、曾志偉等主演，新藝城影業公司出品。本片獲提名第2屆香港電影金像獎最佳主題曲。

## 劇情
在電台裡謀職的羽模倫和譚冠主持《夜半奇談》，由於世道不景氣、創意缺乏等因素而逐漸走下坡，兩人為此一籌莫展。正在兩人左右彷徨之際，羽模倫與寡婦溫愛蓮偶然邂逅，一見鍾情。卻沒曾想，原來這段情緣是溫愛蓮的三位亡夫特地安排下的一個局。在兩人定婚之日，三個冤鬼自認溫愛蓮天生剋夫，為了避免羽模倫重蹈覆轍，與他們一樣同遭不幸，就決定現身嚇走他。但誰知亂子越鬧越大，羽模倫並不死心，反而決定懲戒三個死鬼，結果鬧出一系列的笑話。後來，羽模倫得知只要前往鬼王廟得到鬼王靈符，便可化解溫愛蓮身上的剋夫宿命。羽模倫決心捨命直闖陰曹地府，好友譚冠亦冒死相助，兩人鬧出一連串有趣的驚悚奇程。可是誓師之日卻正巧趕上了七月十四，這一天正是鬼門關大開之期，兩人生死攸關，看將如何絕處逢生。

## 演員表
| 演員   | 角色（港／台） | 粵語配音 | 關係                                             |
| 譚詠麟 | 羽模倫／羽吾倫 | 朱子聰   | 電台主持                                         |
| 鄭文雅 | 溫愛蓮／郝可蓮 | 盧素娟   | 社交名媛                                         |
| 姜大衛 | 鄧理慶／陶仁燕 | 張炳強   | 電影明星 溫愛蓮第一任丈夫 被運泥車輾死           |
| 王青   | 湯德仁／莊宰仁 | 盧雄     | 黑幫老大 溫愛蓮第二任丈夫 被麻雀飛進口中哽死     |
| 黃百鳴 | 朱錦春／朱斑純 | 鄧榮銾   | 牧師 溫愛蓮第三任丈夫 被鄧理慶與湯德仁之鬼魂嚇死 |
| 曾志偉 | 譚冠           | 林保全   | 電台主持                                         |
| 劉一帆 | 鬼王           | 金貴     |                                                  |

## 電影歌曲

### 主題曲
| 歌名         | 演唱者 | 作曲     | 填詞   |
| 〈小生怕怕〉 | 譚詠麟 | 泰迪羅賓 | 黃百鳴 |

## 獎項
| 年份 | 頒獎典禮            | 獎項       | 獲提名                                                | 結果 |
| ---- | ------------------- | ---------- | ----------------------------------------------------- | ---- |
| 1983 | 第2屆香港電影金像獎 | 最佳主題曲 | 〈小生怕怕〉 主唱：譚詠麟 作曲：泰迪羅賓 填詞：黃百鳴 | 提名 |

## 外部連結
- 香港影庫上《小生怕怕》的資料（繁體中文）
- 開眼電影網上《小生怕怕》的資料（繁體中文）
- 豆瓣电影上《小生怕怕》的資料 （简体中文）
- 时光网上《小生怕怕》的資料（简体中文）
- AllMovie上《小生怕怕》的资料（英文）
- 互联网电影数据库（IMDb）上《小生怕怕》的资料（英文）